# 四塩化酸化タングステン(VI)
四塩化酸化タングステン(VI) (Tungsten(VI) oxytetrachloride) は、化学式WOCl4の無機化合物である。反磁性固体で、他のタングステン錯体の合成に用いられる。黄緑色で、非極性溶媒に溶けるが、アルコールや水とは反応して、ルイス塩基の付加物を形成する。

## 構造

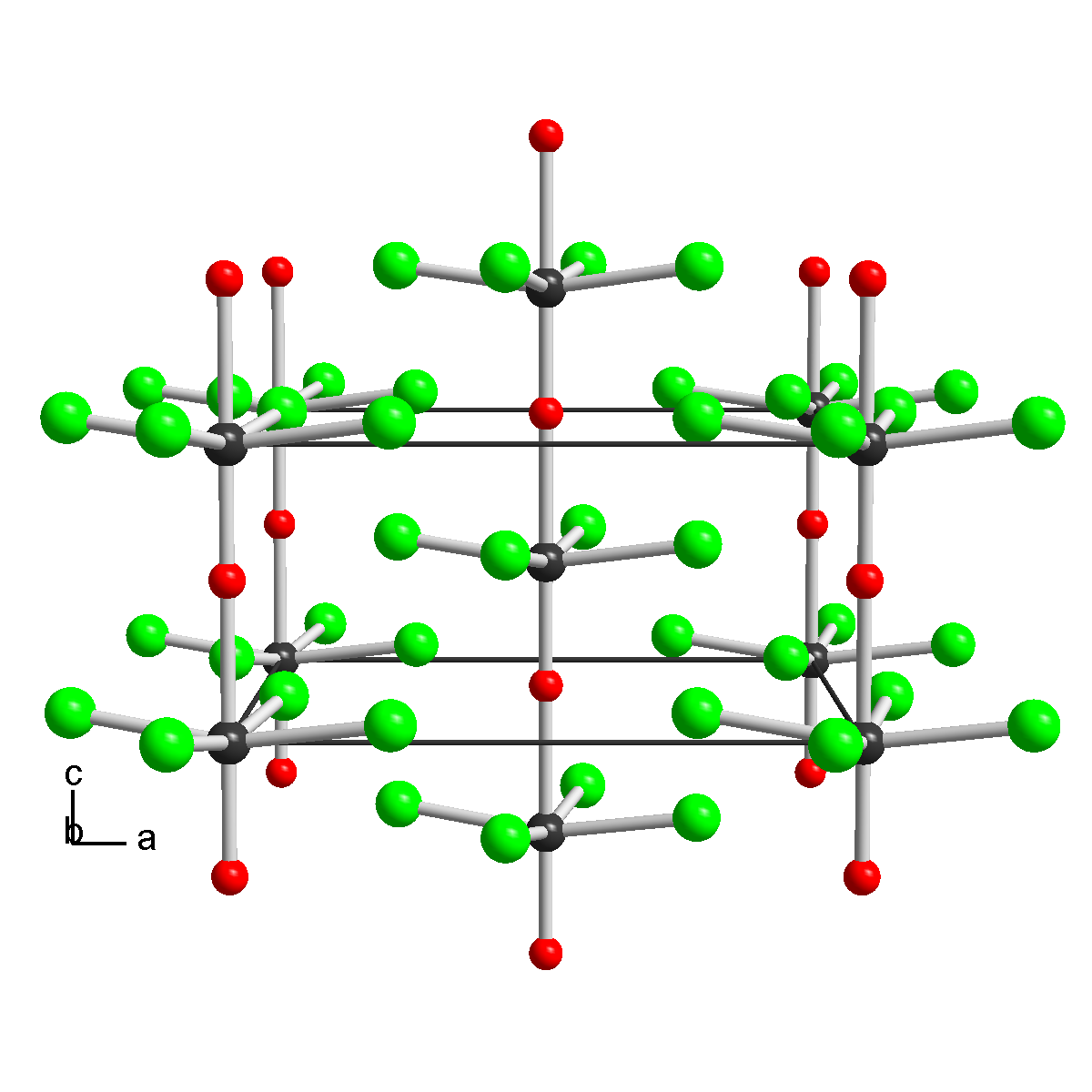
WOCl_{4}の構造は、鎖中の短いW≡O結合と弱い W---O結合で、高分子構造を作る。赤色は酸素原子

四角錐形分子構造の単量体が弱く結びついた構造を取る。オキシハライドに分類される。

## 合成と反応
四塩化酸化タングステン(VI)は、酸化タングステン(VI)から以下のように合成される。
WO3  +  2 SOCl2   →   WOCl4  +  2 SO2
WCl6 + (Me3Si)2O →   WOCl4 + 2  Me3SiCl
四塩化酸化タングステン(VI)はルイス酸であり、アルキン重合に用いられる触媒の前駆体となる。